# Васькино (Ядринський район)
Ва́ськино (рос. Васькино, чув. Ваçкасси) — присілок у Чувашії Російської Федерації, у складі Кукшумського сільського поселення Ядринського району.
Населення — 49 осіб (2010; 68 в 2002, 96 в 1979, 206 в 1939, 225 в 1926, 190 в 1906, 157 в 1859, 74 в 1795).

## Історія
До 1866 року селяни мали статус державних, займались землеробством, тваринництвом. 1931 року утворено колгосп «Крупська». До 1927 року присілок входив до складу Шемердянівської та Балдаєвської волостей Ядринського повіту, з переходом на райони 1927 року — у складі Ядринського району.

## Господарство
У присілку працює магазин.